# ولشریلسینگ
ولشریلسینگ نوعی انگور سفید است که در سراسر اروپای مرکزی کشت می‌شود.

## منشأ
ولشریسلینگ ممکن است توسط رومیان باستان به اروپای مرکزی آورده شده باشد. با این حال، نام کرواتی Graševina نشان می‌دهد که منشأ آن ممکن است جایی در شرق بالکان باشد.
نظریه جدید ادعا می‌کند که ولشریسلینگ از منطقه شامپاین سرچشمه گرفته و به عنوان ریزلینگ ولش (در این مورد فرانسوی) از طریق هایدلبرگ به سرزمین‌های سلطنت اتریش-مجارستان آمده‌است.